# Roberto Blanco (cantante)
Roberto Blanco (Túnez, Túnez, 7 de junio de 1937), cuyo nombre real es Roberto Zerquera Blanco, es un cantante de origen cubano que canta Schlager en alemán. También ha trabajado como actor. 

## Inicios
Blanco es hijo del folclorista y artista Alfonso Zerquera y su esposa Mercedes Blanco. Creció en Beirut y en Madrid. Su madre falleció cuando él sólo tenía 2 años. Tras finalizar la escuela comenzó sus estudios de medicina en Madrid, estudios que dejó después de dos semestres.

## Carrera
En 1957 Blanco participó en la película Der Stern von Afrika («La estrella de África»). Su carrera como cantante la inició junto a Josephine Baker. En los años 1960 se convirtió en un cantante exitoso y apareció en varias películas – entre ellas Johannes Mario Simmel titulada como Alle Menschen werden Brüder (Toda la gente será hermana) y la adaptación de Erich Kästner Drei Männer im Schnee (Tres hombres en la nieve). En 1969, Blanco ganó el galardón alemán "Schlager-Festspiele" con la canción Heute so, morgen so (Hoy así, mañana así). El punto álgido de su carrera fue la publicación en 1972 de Ein bisschen Spass muss sein (Un poco de diversión es obligatoria) y Der Puppenspieler von Mexiko (El titiritero de México). Desde entonces es habitual de los programas de televisión, especialmente en el programa Hitparade de la cadena pública ZDF.

### Sencillos
- 1957 – Jesebell
- 1957 – Ob schwarz, ob weiß
- 1963 – Twistin' mit Monika
- 1968 – Tschumbala-Bey
- 1968 – Jennifer
- 1969 – Heute so, morgen so
- 1969 – Auf Liebe gibt es keine Garantie
- 1970 – Auf dem Kurfürstendam sagt man "Liebe"
- 1970 – San Bernadino
- 1971 – Las Vegas
- 1972 – Ich komm' zurück nach Amarillo
- 1972 – Der Puppenspieler von Mexiko
- 1972 – Ein bisschen Spaß muss sein
- 1973 – Ich bin ein glücklicher Mann
- 1973 – Pappi, lauf doch nicht so schnell
- 1974 – In El Paso
- 1976 – Bye Bye, Fräulein
- 1977 – Morgen sind wir reich
- 1978 – Porompompom
- 1978 – Hey Mama Ho
- 1978 – Viva Maria
- 1978 – Wer trinkt schon gern den Wein allein
- 1979 – Der Clap Clap Song
- 1979 – Samba si! Arbeit no!
- 1979 – Am Tag, als es kein Benzin mehr gab
- 1980 – Rock 'n' Roll ist gut für die Figur
- 1981 – Humanaho (Alle Menschen sind Brüder)
- 1990 – Resi bring Bier (duet with Tony Marshall)
- 1992 – Limbo auf Jamaika (dueto con Tony Marshall)
- 1996 – Da ist die Tür (con Lotto King Karl)
- 1999 – Last Christmas (con Frank Luis y su traditional Habana Orchester)
- 2001 – Born to Be Alive (con The Disco Boys)
- 2004 – Ein bisschen Spaß muss sein (nueva versión junto a Captain Jack)